# Nieuwerhavense Gat
Het Nieuwerhavense Gat was een zeearm in West-Zeeuws-Vlaanderen.
Ontstaan door de inundaties van 1587 liep deze geul vanaf het huidige Nummer Eén het binnenland in, ten noorden van Schoondijke en Oostburg, om nabij de huidige buurtschap Marolleput, anderhalve kilometer ten zuiden van Nieuwvliet, uit te komen bij een andere geul, die in noordwaartse richting het Zwarte Gat en in zuidwaartese richting het Coxysche Gat werd genoemd. Bij Scherpbier was er een aftakking naar Oostburg, die in 1634 ingedijkt werd als Stampershoekpolder.
Het gebied ten noorden van het Nieuwerhavense Gat werd in 1613 heringedijkt. Dit staat bekend als de Catspolders. Het gebied ten zuiden van het Nieuwerhavensche Gat werd in 1652 heringedijkt. Dit staat bekend als de Generale Prins Willempolder. Reeds eerder, en wel in 1637, was daar de Groote Henricuspolder ingedijkt.
Bij de aanleg van de Generale Prins Willempolder werd aan de binnenzijde van de dijk de Schoondijkse Vaart aangelegd. Dit uitwateringskanaal staat tegenwoordig bekend als Tragel.
Door de aanleg van de Kleine Henricuspolder (1660), de Van der Lingenspolder (1636), de Groote Corneliapolder (1649) en de Kleine Corneliapolder (1650) werd de breedte van het -geleidelijk dischtslibbende- Nieuwerhavense Gat verder gereduceerd.
In 1739 werden twee dammen gelegd in het Nieuwerhavense Gat, en wel één ten noorden van Schoondijke en één bij de buurtschap Scherpbier. De Damstraat te Schoondijke herinnert daar nog aan. In 1744 werd het Nieuwerhavense Gat ook aan de monding afgesloten, hetgeen leidde tot de aanleg van de Nieuwerhavenpolder in 1744. Het restant van de geul ten westen van de dam bij Schoondijke diende nog als boezem. In 1775 werd het gedeelte tussen Scherpbier en Schoondijke ingepolderd (Magdalenapolder) en in 1794 volgde ten slotte de Snouck Hurgronjepolder, ten westen van Scherpbier.